# الملك جون (فلم)
الملك جون فيلم أبيض وأسود بريطاني صامت إنتاج عام 1899 مصنوع من أربعة أفلام منفصلة قصيرة جدًا هو العنوان الذي يُعرف به أول مثال معروف لفيلم يستند إلى مسرحية لويليام شكسبير. تم تصويره في لندن ، إنجلترا ، في سبتمبر 1899 ، في استوديو شركة شركة موتوسكوب وبيوغرافي البريطاني في الهواء الطلق على إمبانكمينت ،
ويصور وفاة الملك جون. أخرجه ويليام كينيدي ولوري ديكنسون ووالتر بفيففر داندو وأنتجته شركة بريطانية موتوسكوب وبيوجراف.

## روابط خارجية
- IMDb: King John (1899)